# Trop cinematogràfic
Un trop cinematogràfic és «una imatge identificada universalment imbuïda amb varies capes de significat contextual, creant una nova metàfora visual». És un element de la semiologia de les pel·lícules que connecta la denotació i la connotació. El cinema reprodueix trops d'altres arts i també en crea de propis. George Bluestone va escriure a Novels Into Films que a l'hora de produir adaptacions, els trops cinematogràfics són «enormement limitats» comparat amb trops literaris.

## Trops més utilitzats
- Dos persones a punt de fer-se una besada, són interromputs per un tercer personatge.
- Un personatge a punt de caure per un precipici però que es rescatat per l'heroi.
- Un personatge femení cau a sobre d'un personatge masculí, fent que les seves cares quedin molt a prop i l'atracció comenci a sorgir.
- Cool guys don't look at explosions. Un personatge que s'allunya impertorbablement mentre hi ha una explosió al seu darrere.
- A les persecucions en cotxe, hi ha una dona amb un cotxet que gairebé és atropellada.
- Ningú diu adéu quan parla per telèfon en una pel·lícula.
- A les pel·lícules de terror, hi ha el gag del mirall. Un personatge es mira al mirall i està sol. Aparta la vista i, quan torna a mirar al mirall, el monstre o assassí de la pel·lícula està darrere seu.
- Quan hi ha una lluita entre l'heroi i un grup de dolents, aquests ataquen d'un en un, no tots a la vegada.
- Un personatge entra a una habitació fosca, encén el llum i assegut a una cadira hi ha el seu enemic.
- Un cop es mata al cap dels personatges dolents, la resta desapareixen.
- Per canviar d'un memorietes marginat a una persona popular, només t'has de treure les ulleres.
- Quan un personatge vol passar desapercebut, es posa una gorra i unes ulleres de sol.
- En el moment que té atrapat a l'heroi, l'antagonista sempre es pren el temps d'explicar el seu pla detalladament.[4][5]